# Viroflay
Viroflay és un municipi francès, situat al departament d'Yvelines i a la regió de l'Illa de França.
Forma part del cantó de Versalles-2, del districte de Versalles i de la Comunitat d'aglomeració Versailles Grand Parc.